# Тевтони
Тевтони или Тевтонци (на латински: Teutoni, Teutones) са варварско северноевропейско племе, вероятно германско, чиято прародина е според географа Страбон е полуостров Ютландия на източния бряг на Северно море.
В края на 2 в. пр.н.е. много от тевтоните, също както и кимбрите мигрират на юг и запад към долината на Дунав, където се сблъскват с разширяващата се Римска република. Отразено е тяхното преминаване на запад през Галия и атаките им на римска Италия. Тевтоните заедно с кимврите нахлуват в римската провинция Нарбонска Галия и я опустошават, прехвърляйки се на няколко пъти отвъд Алпите в самата Италия. Нанасят на римляните две тежки поражения: през 113 г. при Аквилея и през 105 пр.н.е. при Араузион в Нарбонска Галия. Опустошават и част от Пиренейския полуостров. В края на 105/началото на 104 пр.н.е. двете племена се разделят, като тевтоните избират пътя по средиземноморското крайбрежие. Армията им е разбита от Гай Марий през 102 пр.н.е. или 101 пр.н.е. в битката при Акве Секстие (Aquae Sextiae, древноримско селище северно от Марсилия – днес гр. Екс в департамента Прованс близо до Марсилия, Франция). Техният крал, Тевтобод, е окован.
Пленените тевтонски жени извършват масово самоубийство, което се запомня като пример за германския героизъм и е описано от Йероним:
„Според условията на капитулацията триста от техните омъжени жени трябваше да бъдат дадени на римляните. Когато тевтонските матрони разбраха за тази уговорка, те първо умоляваха консула да бъдат отделени за служба в храмовете на Церера и Венера; и тогава когато не успяха да получат това, което искат и бяха отведени от ликторите, те убиха децата си и на следващата сутрин всички бяха намерени мъртви, удушени от ръката на другата в нощта“
Думата „тевтонци“ понякога се употребява и за обозначаване на германците като цяло.